# Olga Grey

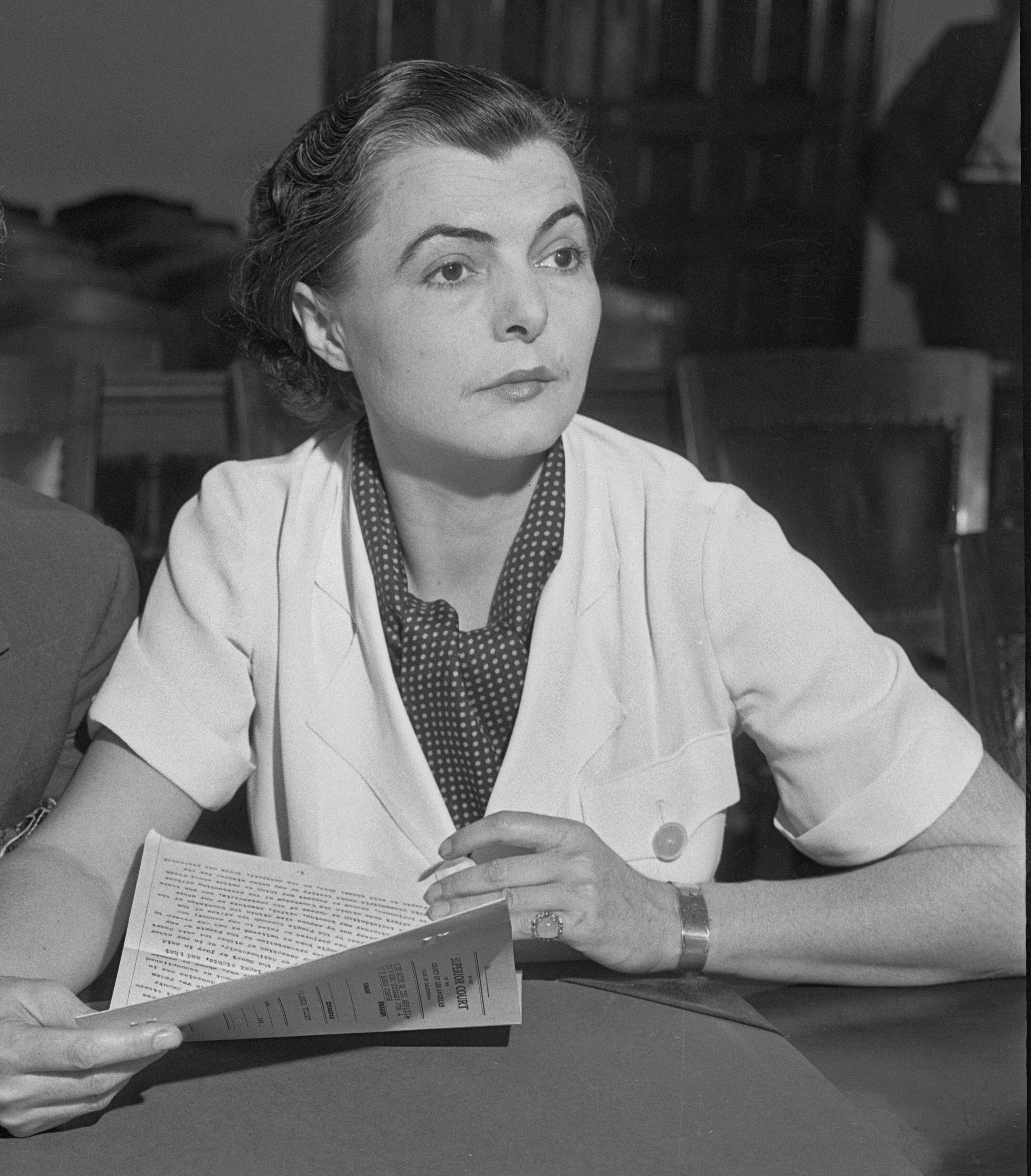
Olga Grey (1935)

Olga Grey (auch: Olga Gray, Anna Zacsek, Anushka Zacsek u. a., * 1896 oder 1897 in New York City oder Budapest; † 25. April 1973 in Los Angeles) war eine US-amerikanische Theater- und Filmschauspielerin sowie Juristin mit ungarischen Wurzeln.

## Leben
Olga Grey wurde als Anna oder Anushka Zacsek geboren. Sie war die Tochter von Stefan und Teresa oder Theresa Zacsek, die 1892 aus Ungarn emigriert waren, und hatte einen Bruder, Stefan Zacsek junior. Stefan Zacsek der Ältere arbeitete im Jahr 1900 noch als Hausmeister. Die Familie zog nach Los Angeles, als Anna Zacsek fünf oder sechs Jahre alt war; 1903 wohnte sie noch an der Casco Street, im Jahr darauf zog sie an den Sunset Boulevard in das Haus Nr. 2231 (heute 2233 1/2), das wohl Stefan Zacsek bauen ließ. Dort lebte die Familie etwa acht Jahre lang, ehe sie für etwa drei Jahre ins Haus Nr. 2237 zog. Anna Zacseks Eltern wohnten nach deren Auszug im Haus Nr. 1488. Als Kindheitsheim der Schauspielerin gilt Nr. 2233 1/2, um dessen Anerkennung als schützenswertes Kulturerbe um 2011 gestritten wurde.
Anna Zacsek besuchte in ihrer Jugend das Los Angeles Conservatory of Music und spielte am Majestic Theatre in Los Angeles. Als Elfjährige, damals noch Annie Zacsek genannt, trat sie mit einem Klaviersolo bei einem Abschlusskonzert öffentlich auf, 1910 auch als Schauspielerin, zusammen mit ihrem Bruder, in dem Stück If I Were King. In der Nähe ihres Elternhauses in Edendale etablierten sich während Anna Zacseks Jugend erste Stummfilmstudios. Sie bekam eine kleine Rolle in His Lesson von 1915, und D. W. Griffith gab ihr die Rolle der Laura Keene in Birth of a Nation und besetzte sie 1916 als Maria Magdalena in Intolerance. In diesem Jahr spielte sie noch in sechs weiteren Filmen mit, darunter auch aus Lady Agnes in Macbeth. Etwa um diese Zeit änderte sie ihren Namen in „Olga Grey“ oder „Olga Gray“, angeblich, weil ihr Geburtsname nicht für die Rollen geeignet war, die sie anstrebte, sondern sie zum „Vamp with a Goulash name“ prädestinierte.
1917 hatte sie eine kleinere Rolle als Aztekin in The Woman Got Forgot; es folgten bis 1920 elf weitere eher unbedeutende Filmrollen, ehe sie sich wieder mehr der Bühnenkunst zuwandte und unter anderem in Ibsen-Stücken in Frank Egans Little Theatre auftrat. Darunter waren Rosmersholm und Hedda Gabler. In Maurice Maeterlincks Monna Vanna erhielt sie, unter der Regie von Hedwiga Reicher, die Hauptrolle. Sie erhielt hervorragende Kritiken dafür und wurde in dieser Rolle auch von Max Wieczorek porträtiert.
Anna Zacsek baute zahlreiche Kontakte auf, unter anderem mit dem Fotografen Edward Weston, der sie 1919 porträtierte, und mit dem Architekten Rudolph Schindler, der später ihr Strandhaus entwarf. Im Dezember 1920 schloss sie eine Ehe mit dem Schauspieler Arnold R. Samberg, die mit einer Scheidung endete.
1921 hatte sie die Hauptrolle in The Jest in San Francisco und arbeitete in Detroit. Egan hatte vor, sie nach Los Angeles zurückzuholen, wo sie 1922 in Africanus Regie führte. Dies war das erste Stück in der Theatergeschichte von Los Angeles, in dem Afroamerikaner im Mittelpunkt standen. In der Theatersaison 1922/23 spielte sie in Europa, unter anderem in Wien, Paris und Budapest. Wieder standen Ibsen-Stücke auf dem Programm, aber auch Anna Karenina und Judith of Bethulia. Danach ging sie nach New York an den Broadway, wo sie unter anderem mit Frank Reicher arbeitete. 1926 holte Egan sie nach Los Angeles zurück; sein plötzlicher Tod im darauffolgenden Jahr warf aber ihre Theaterpläne über den Haufen. Sie ging 1928 mit Reginald Pole ans Belmont Theatre, wo Der Idiot aufgeführt werden sollte. Schindler arbeitete dafür die Bühnenbilder aus. Im Frühjahr 1928 spielte sie an der Seite von Boris Karloff in Monna Vanna im Trinity Auditorium und erhielt wieder hervorragende Kritiken. Es folgte eine Hauptrolle For the Soul of Rafael, danach eine Hauptrolle in Hotel Imperial. Die Kritiken waren wieder sehr gut, aber das Stück spielte nicht so viel Geld ein wie erwartet. Daraufhin blieb Sydney Sprague der Schauspielerin 450 Dollars schuldig und sie musste einen Prozess anstrengen. Dies mag mit zu ihrem Berufswechsel beigetragen haben.
Nachdem sie des Schauspielberufs müde geworden war, absolvierte sie ein juristisches Studium an der Loyola University, das sie 1932 abschloss. Die Arbeit als Juristin war offenbar einträglich. 1935 beauftragte sie Schindler mit dem Entwurf ihres Strandhauses in Playa del Rey. In der Zeit, in der das Haus fertiggestellt wurde, spielte Zacsek ihre letzte Theaterrolle in The Trial of Sally Rand.
Sie widmete sich als Juristin vor allem der Verteidigung von Minderheiten. 1934 verteidigte sie Pedro Gonzalez, 1942 vertrat sie Henry Leyvas, den angeblichen Anführer der Gang, der die Sleepy-Lagoon-Morde zur Last gelegt wurden. Zeitweise war sie Präsidentin der Southern California Woman Lawyers Association. Sie war Gastgeberin für die National Association of Woman Lawyers in ihrem von Schindler gebauten Strandhaus und auf ihrem Anwesen in Hancock Park, 211 Muirfield Road, wo einst Howard Hughes gelebt hatte.